# Rubén Darío Velázquez
Rubén Darío Velázquez Bermúdez (ur. 18 grudnia 1975 w Pueblo Rico) – kolumbijski piłkarz występujący na pozycji pomocnika.

## Kariera klubowa
Velázquez zawodową karierę rozpoczynał w 1993 roku w zespole Atlético Nacional. W 1994 roku zdobył z nim mistrzostwo Kolumbii. W 1997 roku trafił do Once Caldas. W 2002 roku odszedł stamtąd do ekipy Cortuluá. W 2003 roku wrócił jednak do Once Caldas. W tym samym roku zdobył z nim mistrzostwo fazy Apertura, a w 2004 roku Copa Libertadores.
W 2006 roku Velázquez został graczem Realu Cartagena. W tym samym roku podpisał kontrakt z argentyńskim Colón. W Primera División Argentina zadebiutował 14 października 2006 roku w wygranym 3:1 pojedynku z Argentinos Juniors. W barwach Colónu rozegrał 2 spotkania.
W 2007 roku Velázquez wrócił do Kolumbii, gdzie został graczem klubu Deportivo Cali. W 2008 roku przeszedł do zespołu Boyacá Chicó, z którym zdobył mistrzostwo fazy Apertura. W tym samym roku zakończył karierę.

## Kariera reprezentacyjna
W reprezentacji Kolumbii Velázquez zadebiutował w 1996 roku. W 2003 roku został powołany do kadry na Pucharze Konfederacji. Zagrał na nim w meczach z Francją (0:1), Nową Zelandią (3:1), Kamerunem (0:1) i Turcją (1:2). Tamten turniej Kolumbia zakończyła na 4. miejscu.
W tym samym roku Velázquez znalazł się w zespole na Złoty Puchar CONCACAF. Wystąpił na nim tylko w pojedynku z Brazylią (0:2). Z tamtego turnieju Kolumbia odpadła w ćwierćfinale.
W latach 1996–2007 w drużynie narodowej rozegrał w sumie 13 spotkań.